# Předstírání
Předstírání (v anglickém originále Faking It) je americký komediálně-dramatický televizní seriál, který od 22. dubna 2014 do 17. května 2016 vysílala stanice MTV. Tvůrci seriálu jsou Dana Min Goodmanová a Julie Wolová. Carter Covington seriál vyvinul a slouží jako výkonný producent. V říjnu 2013 stanice MTV objednala prvních osm epizod. Stanice oznámila deset epizod pro druhou sérii, ta měla premiéru 23. září 2014. V srpnu 2014 seriál vyhrál cenu Teen Choice Award. Po odvysílání třetí řady byl seriál v květnu 2016 zrušen.

## Děj
Být jiný znamená na Hester High School v Austinu, být populární. Po několika nepovedených pokusech vyčnívat se Karma Aschcroft (Katie Stevens) a její nejlepší kamarádka Amy Raudenfeld (Rita Volk) rozhodnou jít na party pořádanou Shanem Harveym (Michael Willett) a přiznat se, že jsou lesbickým párem (jen to předstírají pro popularitu).
Jako školní první lesbický pár jsou nominovány na královny školy. Karma začíná přitahovat populárního krasavce Liama Bookera (Gregg Sulkin), zatímco Amy se začíná obávat svých citů ke Karmě.

## Obsazení

### Hlavní role
- Rita Volk jako Amy Raudenfled je studentka na Hester High School. Nejlepší kamarádka Karmy, je cynická ohledně celého plánu s předstíraným vztahem. Nicméně se zdá, že možné "předstírání" je pro ni skutečné, uvědomí si, že by mohla být skutečně zabouchnutá do své nejlepší kamarádky
- Katie Stevens jako Karma Aschcroft je optimistická studentka střední školy, která by pro popularitu udělala všechno. Má tajnou aférku s Liamem Bookerem, i přes to, že je v (předstíraném) lesbickém vztahu se svojí nejlepší kamarádkou Amy
- Gregg Sulkin jako Liam Booker je Shanův nejlepší kamarád, záhadný a sexy umělec, který se tajně zaplete s Karmou
- Bailey De Young jako Lauren Cooper je nevlastní sestra Amy
- Michael Willett jako Shane Harvey je nejpopulárnější kluk na škole, je otevřeně gay. To on zveřejnil zprávu, že Karma a Amy jsou lesby.

### Hostující role
- Rebecca McFarland jako Farrah je Amy matka, místní televizní reportérka, která má konzervativní názory
- Senta Moses jako ředitelka Penelope
- Erick Lopez jako Tommy Ortega je Lauren bývalý přítel
- Courtney Kato jako Leila je kamarádka Lauren
- Breezy Eslin jako Elizabeth je kamarádka Lauren
- August Roads jako Oliver je kamarád Amy, který o ní projevil zájem